# Америко Томас
Америко де Деус Родригес Томас (порт. Américo de Deus Rodrigues Tomás; 19. новембар 1894 — 18. септембар 1987) био је португалски адмирал и 13. председник Португалије од 1958. до 1974. године..

## Биографија
Рођен је 1894. године у Лисабону. Дипломирао је на Поморској академији 1916, након чега је служио на неколико бродова. Међу осталим је био члан Већа за студије океанографије и риболов и члан Међународног сталног већа за истраживање мора.
Од 1936. је био члан кабинета министарства морнарице, затим председник Националног друштва за поморску трговину (1940-1944) и министар за морнарицу (1944-1958). Током министарског мандата извршио је реорганизацију целокупне португалске трговачке морнарице.
Премијер Антонио де Оливеира Салазар га је изабрао за председничког кандидата једине легалне странке, Националне уније. Победио је противкандидата Умберта Делгада и тако изабран за председника Португалије. Био је поновно изабран на ту функцију 1965. и 1972. године. Међутим, у том периоду историје Португалије, стварну власт је држао премијер, односно Салазар, док је председник имао више церемонијалну улогу и није поседовао већа овлашћења.
Томас је своја стварна овлашћења искористио једино приликом смењивања Салазара с функције премијера, након што је овај претрпео тежак мождани удар. За његовог наследника одредио је Марсела Кајетана. Томас је након Кајетановог доласка на власт имао далеко активнију улогу у португалској политици, за разлику од Салазаровог периода.
Америко Томас и остатак конзервативне гарнитуре срушени су с власти у тзв. каранфилској револуцији лево оријентисаних официра 25. априла 1974. године. Томас је отишао у изгнанство у Бразил, али му је допуштено да се врати у Португалију 1980. године. Није му допуштено да се врати у службу португалској морнарици, а није примао ни посебну председничку пензију.
Умро је у 92. години у болници у Каскаису, од компликација које су уследиле након операције.